# سیبانیچ
سیبانیچ (به اسپانیایی: Sibanicú) یک منطقهٔ مسکونی در کوبا است که در استان کاماگوئی واقع شده‌است. سیبانیچ ۷۳۶ کیلومتر مربع مساحت و ۳۱٬۱۱۷ نفر جمعیت دارد و ۹۰ متر بالاتر از سطح دریا واقع شده‌است.

## خواهرخوانده
شهر سارماتو خواهرخواندهٔ سیبانیچ هست.